# Werner Lesser
Werner Lesser (* 22. August 1932 in Schmalkalden; † 15. Januar 2005 in Brotterode) – wegen mehrerer Namensgleichheiten in Brotterode auch Werner Lesser II genannt –  war ein Skispringer in der DDR.

## Werdegang
Werner Lesser startete zu seiner aktiven Zeit anfangs für Stahl Brotterode. Er nahm dort an den jährlichen internationalen Skispringen auf der Inselbergschanze teil und verbesserte zweimal den Schanzenrekord. In den Jahren 1952, 1953, 1957 und 1961 war er DDR-Meister im Spezialsprunglauf.  Seine beste internationale Platzierung hatte er am 9. März 1956 als Sieger auf der Skiflugschanze Kulm mit einer Weite von 122 Metern, wobei er den alten Rekord aus dem Jahr 1953 durch Sepp Bradl (120 m) verbesserte; er holte den Tagessieg am 9. März, wurde am 10. März Zweiter und sicherte sich am Schlusstag (11. März) den Gesamtsieg. Zusammen mit Harry Glaß und Helmut Recknagel prägte er in den 1950er Jahren den Skisprungsport in der DDR.
Lesser war vor seinem Eintritt in die Deutsche Volkspolizei im Thüringer Kugellagerwerk in Zella-Mehlis als Buchhalter beschäftigt. 1958 wurde er Kandidat der SED.
Für seine sportlichen Leistungen wurde er 1958 mit dem Vaterländischen Verdienstorden in Bronze ausgezeichnet. Diesen Orden erhielt er auch 1974 für seine Verdienste als Trainer.
Von 1962 bis 1991 war Lesser im Leistungszentrum in Brotterode als Stützpunkttrainer an der Nachwuchsgewinnung für Skispringer beteiligt. Die Brotterode Skisprungarena trägt seit dem 9. Oktober 2009 seinen Namen.
Seine Söhne waren ebenfalls sportlich aktiv: Henry (* 1963) wurde Fußballnationalspieler, Ingo (* 1966) ebenfalls Skispringer.